# Enteràlgia

Imatge de l'intestí on es localitza el dolor.

L'enteràlgia (del grec enteron) és un dolor agut, localitzat a l'intestí. És present en la majoria de lesions orgàniques dels intestins.
A vegades els estímuls anormalment forts, es poden desenvolupar dins del canal intestinal, produint sensacions doloroses. Aquests estímuls poden ser d'un caràcter mecànic, químic, o tèrmic. Així, una acomulació de cucs intestinals, cossos estrangers, pedres de fel, etc. poden produir un còlic intens.
La simptomatologia d'enteràlgia presenta un quadre variat, en molts exemples que depenen de la causa. Si el dolor és a causa d'un error en el règim d'una persona, normalment comença amb malestars gàstrics, eructant, nàusea, vòmits, i anorèxia. En casos en què una acumulació de matèria fecal produeix l'enteralgia, el restrenyiment obstinat i flatulència que ocasionalment alterna amb diarrea, precedeixen l'atac. En el saturnisme crònic hi ha present una línia blavosa al voltant de les genives, a prop de les dents, també té endarrerit el pols, i oligúria.